# Bosquerola de Colima
La bosquerola de Colima (Leiothlypis crissalis) és un ocell de la família dels parúlids (Parulidae).

## Hàbitat i distribució
Habita zones amb arbusts des del sud-oest de Texas fins Mèxic central.